# Central Division (National Hockey League)
Central Division, franska: Division Centrale, är en av fyra divisioner som utgör den nordamerikanska ishockeyligan National Hockey League (NHL) från och med säsongen 2021–2022, den grundades dock ursprungligen inför säsongen 1993–1994. Både denna division och Pacific Division bildar tillsammans Western Conference.
Central var den enda av de fyra nuvarande divisioner som användes under säsongen 2020–2021, som var förkortad och där lagen från USA var ej tillåtna att korsa den amerikansk-kanadensiska gränsen på grund av Coronaviruspandemin 2019–2021.

## Lagen
|        | Lagnamn             | Stad och delstat     | Arena och publikkapacitet         | Tidigare division | Stanley Cup-vinst(er) | General manager    | Tränare         |
| ------ | ------------------- | -------------------- | --------------------------------- | ----------------- | --------------------- | ------------------ | --------------- |
| USA    | Chicago Blackhawks  | Chicago, Illinois    | United Center (19 717)            | Norris Division   | 6                     | Kyle Davidson      | Jeff Blashill   |
| USA    | Colorado Avalanche  | Denver, Colorado     | Ball Arena (17 809)               | West Division     | 3                     | Chris MacFarland   | Jared Bednar    |
| USA    | Dallas Stars        | Dallas, Texas        | American Airlines Center (18 532) | Pacific Division  | 1                     | Jim Nill           | Glen Gulutzan   |
| USA    | Minnesota Wild      | St. Paul, Minnesota  | Xcel Energy Center (17 954)       | West Division     | 0                     | Bill Guerin        | John Hynes      |
| USA    | Nashville Predators | Nashville, Tennessee | Bridgestone Arena (17 159)        | Central Division  | 0                     | Barry Trotz        | Andrew Brunette |
| USA    | St. Louis Blues     | St. Louis, Missouri  | Enterprise Center (18 096)        | West Division     | 1                     | Doug Armstrong     | Jim Montgomery  |
| USA    | Utah Mammoth        | Salt Lake City, Utah | Delta Center (14 000)             | Expansion         | 0                     | Bill Armstrong     | André Tourigny  |
| Kanada | Winnipeg Jets       | Winnipeg, Manitoba   | Canada Life Centre (15 294)       | North Division    | 0                     | Kevin Cheveldayoff | Scott Arniel    |

## Historik

### Tidigare lag
De lag som har spelat i Central Division.
| Lag                      | Tidsperiod           |
| ------------------------ | -------------------- |
| Arizona Coyotes          | 2021–2024            |
| Carolina Hurricanes      | 2020–2021            |
| Chicago Blackhawks       | 1993–                |
| Colorado Avalanche       | 2013–2020, 2021–     |
| Columbus Blue Jackets    | 2000–2013, 2020–2021 |
| Dallas Stars             | 1993–1998, 2013–     |
| Detroit Red Wings        | 1993–2013, 2020–2021 |
| Florida Panthers         | 2020–2021            |
| Minnesota Wild           | 2013–2020, 2021–     |
| Nashville Predators      | 1998–                |
| Phoenix Coyotes          | 1996–1998            |
| St. Louis Blues          | 1993–2020            |
| Tampa Bay Lightning      | 2020–2021            |
| Toronto Maple Leafs      | 1993–1998            |
| Utah Hockey Club         | 2024–2025            |
| Utah Mammoth             | 2025–                |
| Winnipeg Jets (original) | 1993–1996            |
| Winnipeg Jets            | 2013–2020, 2021–     |

### Divisionsmästare
De lag som vann divisionen för varje spelad säsong.
| Säsong    | Vinnare                                            | Antal                                              |
| --------- | -------------------------------------------------- | -------------------------------------------------- |
| 1993–1994 | Detroit Red Wings                                  | 1                                                  |
| 1994–1995 | Detroit Red Wings                                  | 2                                                  |
| 1995–1996 | Detroit Red Wings                                  | 3                                                  |
| 1996–1997 | Dallas Stars                                       | 1                                                  |
| 1997–1998 | Dallas Stars                                       | 2                                                  |
| 1998–1999 | Detroit Red Wings                                  | 4                                                  |
| 1999–2000 | St. Louis Blues                                    | 1                                                  |
| 2000–2001 | Detroit Red Wings                                  | 5                                                  |
| 2001–2002 | Detroit Red Wings                                  | 6                                                  |
| 2002–2003 | Detroit Red Wings                                  | 7                                                  |
| 2003–2004 | Detroit Red Wings                                  | 8                                                  |
| 2004–2005 | Inställt på grund av lockout mellan NHL och NHLPA. | Inställt på grund av lockout mellan NHL och NHLPA. |
| 2005–2006 | Detroit Red Wings                                  | 9                                                  |
| 2006–2007 | Detroit Red Wings                                  | 10                                                 |
| 2007–2008 | Detroit Red Wings                                  | 11                                                 |
| 2008–2009 | Detroit Red Wings                                  | 12                                                 |
| 2009–2010 | Chicago Blackhawks                                 | 1                                                  |
| 2010–2011 | Detroit Red Wings                                  | 13                                                 |
| 2011–2012 | St. Louis Blues                                    | 2                                                  |
| 2012–2013 | Chicago Blackhawks                                 | 2                                                  |
| 2013–2014 | Colorado Avalanche                                 | 1                                                  |
| 2014–2015 | St. Louis Blues                                    | 3                                                  |
| 2015–2016 | Dallas Stars                                       | 3                                                  |
| 2016–2017 | Chicago Blackhawks                                 | 3                                                  |
| 2017–2018 | Nashville Predators                                | 1                                                  |
| 2018–2019 | Nashville Predators                                | 2                                                  |
| 2019–2020 | St. Louis Blues                                    | 4                                                  |
| 2020–2021 | Carolina Hurricanes                                | 1                                                  |
| 2021–2022 | Colorado Avalanche                                 | 2                                                  |
| 2022–2023 | Colorado Avalanche                                 | 3                                                  |
| 2023–2024 | Dallas Stars                                       | 4                                                  |
| 2024–2025 | Winnipeg Jets                                      | 1                                                  |

### Presidents' Trophy-vinnare
De lag som spelar eller spelade i Central Division och vann Presidents' Trophy.
| Säsong    | Vinnare             | Antal |
| --------- | ------------------- | ----- |
| 1994–1995 | Detroit Red Wings   | 1     |
| 1995–1996 | Detroit Red Wings   | 2     |
| 1997–1998 | Dallas Stars        | 1     |
| 1999–2000 | St. Louis Blues     | 1     |
| 2001–2002 | Detroit Red Wings   | 3     |
| 2003–2004 | Detroit Red Wings   | 4     |
| 2005–2006 | Detroit Red Wings   | 5     |
| 2007–2008 | Detroit Red Wings   | 6     |
| 2012–2013 | Chicago Blackhawks  | 1     |
| 2017–2018 | Nashville Predators | 1     |
| 2024–2025 | Winnipeg Jets       | 1     |

### Stanley Cup-mästare
De lag som spelade i Central Division och vann Stanley Cup.
| Säsong    | Vinnare             | Antal |
| --------- | ------------------- | ----- |
| 1996–1997 | Detroit Red Wings   | 1     |
| 1997–1998 | Detroit Red Wings   | 2     |
| 2001–2002 | Detroit Red Wings   | 3     |
| 2007–2008 | Detroit Red Wings   | 4     |
| 2009–2010 | Chicago Blackhawks  | 1     |
| 2012–2013 | Chicago Blackhawks  | 2     |
| 2014–2015 | Chicago Blackhawks  | 3     |
| 2018–2019 | St. Louis Blues     | 1     |
| 2020–2021 | Tampa Bay Lightning | 1     |
| 2021–2022 | Colorado Avalanche  | 1     |